# German Open 2017 - Qualificazioni singolare
Le qualificazioni del singolare del German Open 2017 sono state un torneo di tennis preliminare per accedere alla fase finale della manifestazione. I vincitori dell'ultimo turno sono entrati di diritto nel tabellone principale. In caso di ritiro di uno o più giocatori aventi diritto a questi sono subentrati i lucky loser, ossia i giocatori che hanno perso nell'ultimo turno ma che avevano una classifica più alta rispetto agli altri partecipanti che avevano comunque perso nel turno finale.

## Teste di serie
1. Damir Džumhur (qualificato)
2. Federico Delbonis (qualificato)
3. Márton Fucsovics (primo turno)
4. Casper Ruud (primo turno)

1. Sergiy Stakhovsky (ultimo turno)
2. Leonardo Mayer (ultimo turno, Lucky loser)
3. Gastão Elias (primo turno, ritirato)
4. Kenny de Schepper (ultimo turno)

## Qualificati
1. Damir Džumhur
2. Federico Delbonis

1. Cedrik-Marcel Stebe
2. Rudolf Molleker

### Lucky loser
1. Leonardo Mayer

1. José Hernández-Fernández

## Tabellone

### Legenda
| - Q = Qualificato - WC = Wild card - LL = Lucky loser | - ALT = Alternate - SE = Special Exempt - PR = Protected Ranking | - w/o = Walkover - r = Ritirato - d = Squalificato |

### Sezione 1
|  | Primo turno | Primo turno              | Primo turno              | Primo turno | Primo turno |  |  | Ultimo turno | Ultimo turno      | Ultimo turno      | Ultimo turno | Ultimo turno |  |
|  |             |                          |                          |             |             |  |  |              |                   |                   |              |              |  |
|  | 1           | Damir Džumhur            | Damir Džumhur            | 6           | 7           |  |  |              |                   |                   |              |              |  |
|  |             | Michael Linzer           | Michael Linzer           | 3           | 5           |  |  | 1            | Damir Džumhur     | Damir Džumhur     | 7            | 7            |  |
|  | WC          | Jason Jeremy Hildebrandt | Jason Jeremy Hildebrandt | 2           | 4           |  |  | 5            | Sergiy Stakhovsky | Sergiy Stakhovsky | 65           | 5            |  |
|  | 5           | Sergiy Stakhovsky        | Sergiy Stakhovsky        | 6           | 6           |  |  |              |                   |                   |              |              |  |

### Sezione 2
|  | Primo turno | Primo turno              | Primo turno              | Primo turno | Primo turno |  |  | Ultimo turno | Ultimo turno      | Ultimo turno      | Ultimo turno | Ultimo turno |  |
|  |             |                          |                          |             |             |  |  |              |                   |                   |              |              |  |
|  | 2           | Federico Delbonis        | Federico Delbonis        | 6           | 6           |  |  |              |                   |                   |              |              |  |
|  |             | José Hernández-Fernández | José Hernández-Fernández | 1           | 2           |  |  | 2            | Federico Delbonis | Federico Delbonis | 6            | 6            |  |
|  |             | Máximo González          | Máximo González          | 5           | 5           |  |  | 8            | Kenny de Schepper | Kenny de Schepper | 1            | 0            |  |
|  | 8           | Kenny de Schepper        | Kenny de Schepper        | 7           | 7           |  |  |              |                   |                   |              |              |  |

### Sezione 3
|  | Primo turno | Primo turno         | Primo turno  | Primo turno | Primo turno |  |  | Ultimo turno | Ultimo turno        | Ultimo turno | Ultimo turno | Ultimo turno |  |
|  |             |                     |              |             |             |  |  |              |                     |              |              |              |  |
|  | 3           | Márton Fucsovics    | 5            | 7           | 4           |  |  |              |                     |              |              |              |  |
|  |             | Cedrik-Marcel Stebe | 7            | 63          | 6           |  |  |              | Cedrik-Marcel Stebe | 62           | 7            | 6            |  |
|  |             | Oscar Otte          | Oscar Otte   | 1           |             |  |  |              | Oscar Otte          | 7            | 62           | 1            |  |
|  | 7           | Gastão Elias        | Gastão Elias | 2           | r           |  |  |              |                     |              |              |              |  |

### Sezione 4
|  | Primo turno | Primo turno     | Primo turno    | Primo turno | Primo turno |  |  | Ultimo turno | Ultimo turno    | Ultimo turno | Ultimo turno | Ultimo turno |  |
|  |             |                 |                |             |             |  |  |              |                 |              |              |              |  |
|  | 4           | Casper Ruud     | 6              | 4           | 4           |  |  |              |                 |              |              |              |  |
|  | WC          | Rudolf Molleker | 2              | 6           | 6           |  |  | WC           | Rudolf Molleker | 7            | 3            | 6            |  |
|  | WC          | Louis Wessels   | Louis Wessels  | 3           | 2           |  |  | 6            | Leonardo Mayer  | 62           | 6            | 3            |  |
|  | 6           | Leonardo Mayer  | Leonardo Mayer | 6           | 6           |  |  |              |                 |              |              |              |  |